# Doetinchem
Doetinchem (pronunciación: /ˈdutɪnxəm/ⓘ, aprox. dutinjem) es una ciudad, y un municipio, ubicada en la provincia de Güeldres, en los Países Bajos. La municipalidad tiene un total de 56.344 habitantes y una superficie de 79,66 km².

## Historia
Población del Ducado de Güeldres, que fue anexionado a los Países Bajos de los Habsburgo en 1543. Durante la guerra de los Ochenta Años, pasó en 1572 a poder de Guillermo de Orange formando parte de las Provincias Unidas, salvo ocupaciones de España entre 1598-1599, del Principado episcopal de Münster en el otoño de 1665 y de Francia (1672-1674). Antes de la retirada francesa se produciría la destrucción de sus murallas.

## Galería

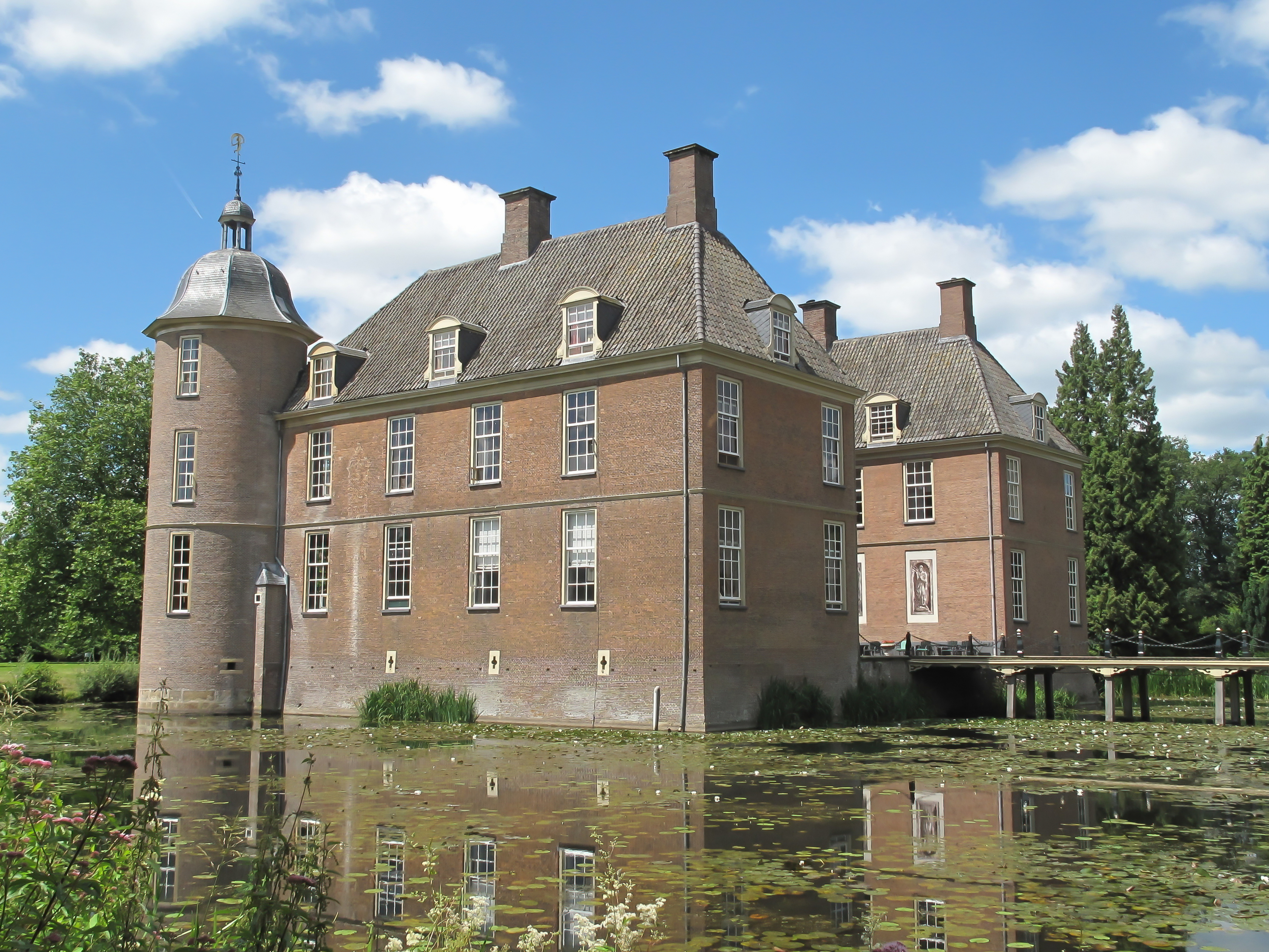
El castillo: kasteel Slangenburg
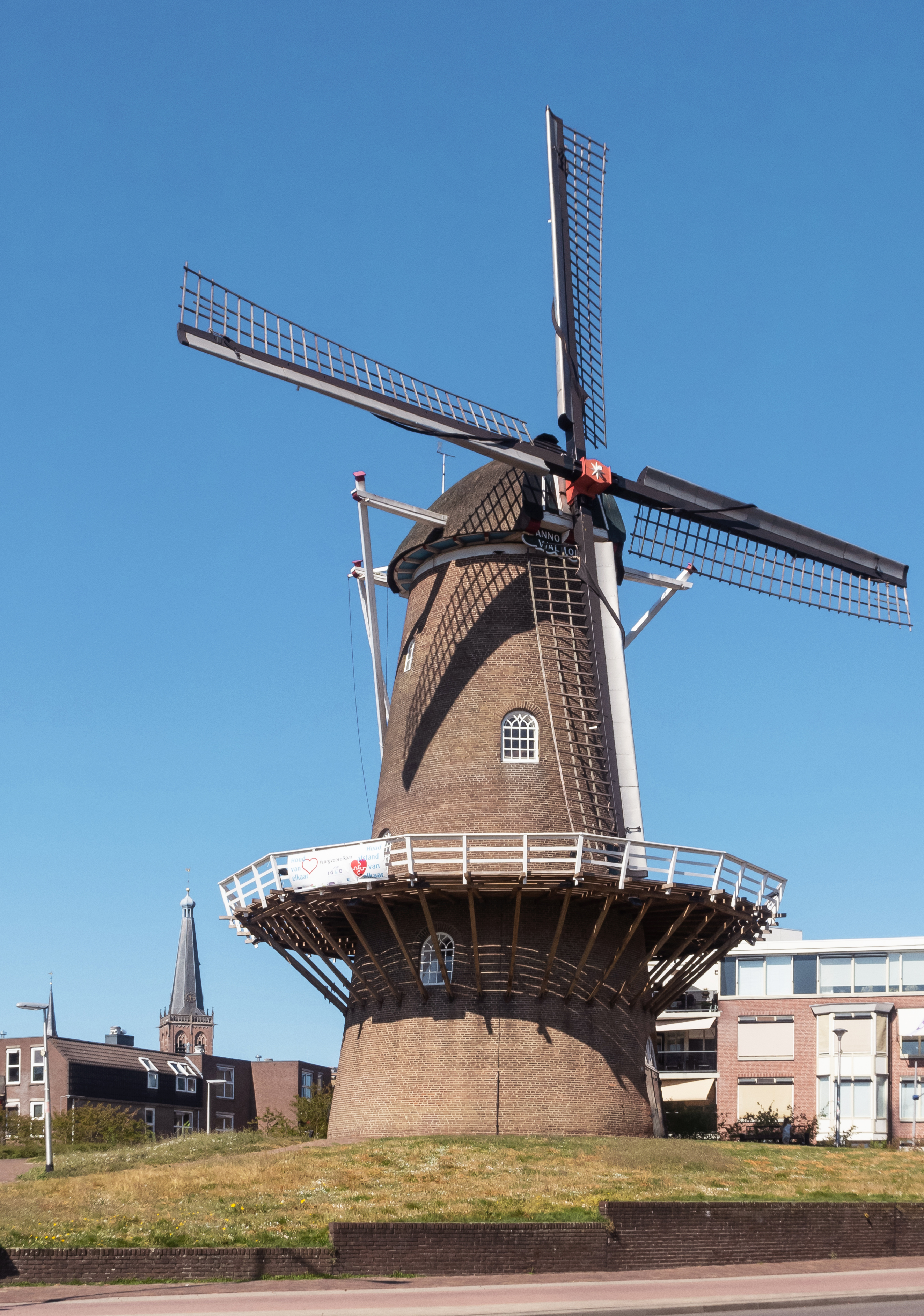
El molino: el Walmolen
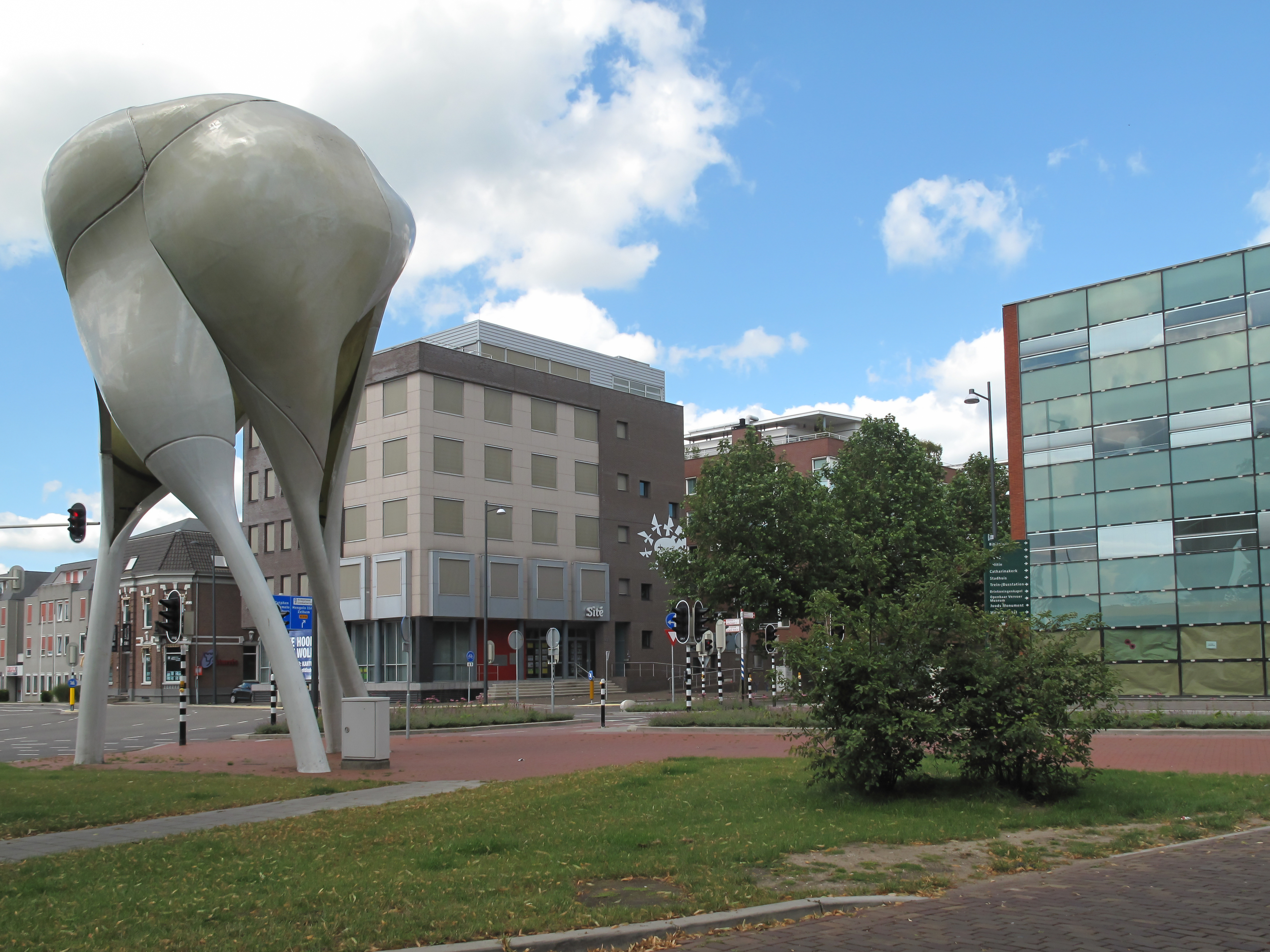
El arte moderno en la calle: la D-toren
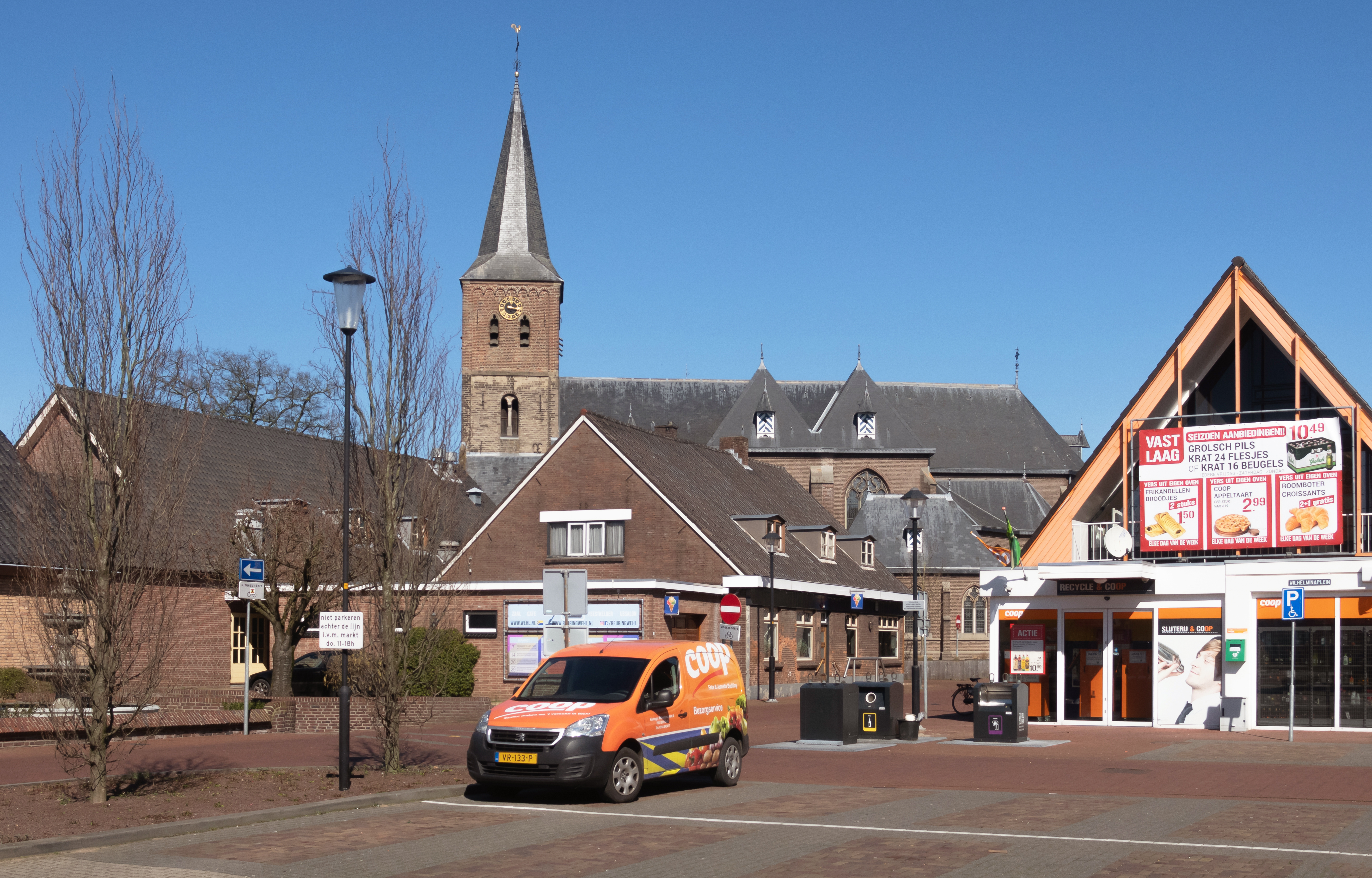
Wehl, la torre de la iglesia (la Sint Martinuskerk) desde la Wilhelminaplein

## Deportes
| Equipo        | Deporte | Competición    | Estadio       | Creación |
| ------------- | ------- | -------------- | ------------- | -------- |
| De Graafschap | Fútbol  | Eerste Divisie | De Vijverberg | 1954     |